# Chinese bruidssluier
Chinese bruidssluier (Fallopia baldschuanica) is een plant uit de duizendknoopfamilie (Polygonaceae). Het is een snelgroeiende, tot 15 m hoge slingerplant afkomstig uit het westen van China.

## Determinatie
Chinese bruidssluier vormt houtige stengels en driehoekige, 3–6 cm lange bladeren met een hartvormige basis. De bloeiwijze is een bladokselstandige pluim; de bloemen zijn wit, gevleugeld en hebben een doorsnede van 5 mm. De bloeitijd loopt van ongeveer juni tot september. Rond september/oktober vormt de plant witte vruchten, die van een afstand vaak nog steeds op de bloemen lijken. De vruchten zijn klein, glimmend en 4–5 mm. De stengels slingeren zich rond ondersteunende structuren en vormen geen ranken.

## Ecologie
Chinese bruidssluier groeit meestal in (enigszins) ruderale milieus. Ze wordt vaak aangetroffen bij verlaten gebouwen, op industrieterreinen, op muren en geluidsschermen en in struwelen en schermbossen langs spoor- en snelwegen.
Chinese bruidssluier is een invasieve soort die de natuurlijke vegetatie, en ook gebouwen, snel kan overwoekeren. In bossen kan Chinese bruidssluier voor zoveel schaduw zorgen zodat de natuurlijke ondergroei zeer sterk wordt gehinderd.

## Cultivatie
In de tuin is de plant een uitbundige groeier, die ruimte nodig heeft. De plant kan vermeerderd worden door half juni van jonge loten zomerstekken te nemen. De plant groeit met de wind mee.
In West-Europa wordt de plant veel aangeplant als begroeiing van pergola's, muren en afscheidingen. Van hieruit verwildert de plant ook.